# Kłymentijiwka
Kłymentijiwka (ukr. Климентіївка) – wieś na Ukrainie, w obwodzie żytomierskim, w rejonie zwiahelskim, w hromadzie Baranówka. W 2001 liczyła 692 mieszkańców, spośród których 688 wskazało jako ojczysty język ukraiński, a 4 rosyjski.